# Közvetítő programtervezési minta
A programtervezésben a mediátor minta egy olyan objektum, mely megszabja, miképp viselkedjen objektumok egy csoportja. Ezt a mintát a viselkedési minták közé soroljuk annak köszönhetően, hogy képes megváltoztatni a program futási viselkedését.
Általában egy program nagyszámú csoportot tartalmaz, a logika és a számítás ezek között az osztályok között oszlik meg. Azonban ahogy újabb és újabb osztályokat készítünk egy programhoz, főleg karbantartás vagy refactoring közben, sokkal összetettebbé válhat a kommunikáció ezen osztályok között. A program ezáltal nehezen olvashatóvá és kezelhetővé válik. Továbbá nehezebb lesz megváltoztatni a programot, mivel bármilyen változás további osztályok kódjának megváltoztatását eredményezheti.
A Mediátor minta alkalmazásakor az objektumok közötti kommunikációt mediátor objektum végzi. Az objektumok ezentúl nem közvetlenül egymással kommunikálnak, hanem a Mediátoron keresztül. Ez csökkenti a kommunikáló objektumok közötti függőséget, ezáltal csökkenti a csatolás mértékét.

## Definíció
A Mediátor minta biztosit számunkra egy objektumot, mely meghatározza, hogy objektumok egy csoportja hogyan hasson egymásra. Azáltal segíti a laza csatolást, hogy megelőzi, hogy az objektumok egymásra közvetlenül hivatkozzanak, így egymástól függetlenül változhat a hatásuk. A kliens osztály a mediátoron keresztül küldhet üzenetet a többi kliensnek, illetve a mediátor osztály egy eseményén keresztül kaphat üzenetet a többi klienstől.

## A résztvevők
Mediator - meghatározza az interfészt melyen keresztül a Colleague objektumok kommunikálhatnak egymással
ConcreteMediator - implementálja a mediátor interfészt és koordinálja a Colleague objektumok közötti kommunikációt. Ismeri az összes Colleague-et és kommunikációs céljaikat.
ConcreteColleague - más Colleague objektumokkal kommunikál a Mediátoron keresztül.

## Példa

### C#
A Mediátor minta elősegíti a laza csatolást, megelőzi, hogy az objektumok egymást közvetlenül hívják, ehelyett inkább használjanak egy különálló Mediátor implementációt, mely elvégzi ezt a feladatot. Alább láthatjuk amint a Mediátor regisztrálja a résztvevőket majd meghívja a függvényét, amikor szükséges.
```
//IVSR: Mediátor minta

public
 
interface
 
IComponent

{

    
void
 
SetState
(
object
 
state
);

}

 

public
 
class
 
Component1
 
:
 
IComponent

{

    
#region IComponent Members

 

    
public
 
void
 
SetState
(
object
 
state
)

    
{

        
//Nem teszünk semmit.

        
throw
 
new
 
NotImplementedException
();

    
}

 

    
#endregion

}

 

public
 
class
 
Component2
 
:
 
IComponent

{

    
#region IComponent Members

 

    
public
 
void
 
SetState
(
object
 
state
)

    
{

        
//Nem teszünk semmit

        
throw
 
new
 
NotImplementedException
();

    
}

 

    
#endregion

}

 

// Közvetíti a feladatokat

public
 
class
 
Mediator

{

    
public
 
IComponent
 
Component1

    
{

        
get
;

        
set
;

    
}

    
public
 
IComponent
 
Component2

    
{

        
get
;

        
set
;

    
}

 

    
public
 
void
 
ChangeState
(
object
 
state
)

    
{

        
this
.
Component1
.
SetState
(
state
);

        
this
.
Component2
.
SetState
(
state
);

    
}

}

```

A Mediátor mintát használhatja egy chat szoba is, vagy egy olyan sok klienssel rendelkező program, ahol minden kliens üzenetet kap, amikor egy másik kliens valamilyen műveletet végez (chat szobák esetén ez olyan, mintha minden ember küldenek egy üzenetet). A valóságban a Mediátor minta használata chat szobákhoz csak akkor lenne praktikus, ha távoli eléréssel használnánk. Egyéb esetben nem lenne lehetséges a delegáltak visszahívása (azok, akik feliratkoztak a mediátor osztály MessageReceived eseményére).
```
namespace
 
IVSR.DesignPatterns.Mediator

{

  
public
 
delegate
 
void
 
MessageReceivedEventHandler
(
string
 
message
,
 
string
 
from
);

 

  
public
 
class
 
Mediator

  
{

      
public
 
event
 
MessageReceivedEventHandler
 
MessageReceived
;

      
public
 
void
 
Send
(
string
 
message
,
 
string
 
from
)

      
{

          
if
 
(
MessageReceived
 
!=
 
null
)

          
{

              
Console
.
WriteLine
(
"Sending '{0}' from {1}"
,
 
message
,
 
from
);

              
MessageReceived
(
message
,
 
from
);

          
}

      
}

  
}

 

  
public
 
class
 
Person

  
{

      
private
 
Mediator
 
_mediator
;

      
public
 
string
 
Name

      
{

          
get
;

          
set
;

      
}

      
public
 
Person
(
Mediator
 
mediator
,
 
string
 
name
)

      
{

          
Name
 
=
 
name
;

          
_mediator
 
=
 
mediator
;

          
_mediator
.
MessageReceived
 
+=
 
new
 
MessageReceivedEventHandler
(
Receive
);

      
}

      
private
 
void
 
Receive
(
string
 
message
,
 
string
 
from
)

      
{

          
if
 
(
from
 
!=
 
Name
)

              
Console
.
WriteLine
(
"{0} received '{1}' from {2}"
,
 
Name
,
 
message
,
 
from
);

      
}

      
public
 
void
 
Send
(
string
 
message
)

      
{

          
_mediator
.
Send
(
message
,
 
Name
);

      
}

  
}

}

```

### Java
Az alábbi mintában a mediátor objektum három összetartozó gomb állapotát szabályozza: ehhez három függvényt alkalmaz (book(), view(), search()), melyekkel beállítja a gombok státuszát. A függvényeket a gombok aktiválásával lehet meghívni (a bennük található execute() utasítások keresztül).
Emiatt itt az együttműködési mintában minden résztvevő (a gombok) közli tevékenységét a mediátorral, amely elküldi nekik az elvárt viselkedést.
```
import
 
java.awt.Font
;

import
 
java.awt.event.ActionEvent
;

import
 
java.awt.event.ActionListener
;

 

import
 
javax.swing.JButton
;

import
 
javax.swing.JFrame
;

import
 
javax.swing.JLabel
;

import
 
javax.swing.JPanel
;

 

//Colleague interfész

interface
 
Command
 
{

    
void
 
execute
();

}

 

//absztrakt Mediator

interface
 
Mediator
 
{

    
void
 
book
();

    
void
 
view
();

    
void
 
search
();

    
void
 
registerView
(
BtnView
 
v
);

    
void
 
registerSearch
(
BtnSearch
 
s
);

    
void
 
registerBook
(
BtnBook
 
b
);

    
void
 
registerDisplay
(
LblDisplay
 
d
);

}

 

//ConcreteMediator

class
 
ParticipantMediator
 
implements
 
Mediator
 
{

 

    
BtnView
 
btnView
;

    
BtnSearch
 
btnSearch
;

    
BtnBook
 
btnBook
;

    
LblDisplay
 
show
;

 

    
//....

    
public
 
void
 
registerView
(
BtnView
 
v
)
 
{

        
btnView
 
=
 
v
;

    
}

 

    
public
 
void
 
registerSearch
(
BtnSearch
 
s
)
 
{

        
btnSearch
 
=
 
s
;

    
}

 

    
public
 
void
 
registerBook
(
BtnBook
 
b
)
 
{

        
btnBook
 
=
 
b
;

    
}

 

    
public
 
void
 
registerDisplay
(
LblDisplay
 
d
)
 
{

        
show
 
=
 
d
;

    
}

 

    
public
 
void
 
book
()
 
{

        
btnBook
.
setEnabled
(
false
);

        
btnView
.
setEnabled
(
true
);

        
btnSearch
.
setEnabled
(
true
);

        
show
.
setText
(
"booking..."
);

    
}

 

    
public
 
void
 
view
()
 
{

        
btnView
.
setEnabled
(
false
);

        
btnSearch
.
setEnabled
(
true
);

        
btnBook
.
setEnabled
(
true
);

        
show
.
setText
(
"viewing..."
);

    
}

 

    
public
 
void
 
search
()
 
{

        
btnSearch
.
setEnabled
(
false
);

        
btnView
.
setEnabled
(
true
);

        
btnBook
.
setEnabled
(
true
);

        
show
.
setText
(
"searching..."
);

    
}

 

}

 

//ConcreteColleague

class
 
BtnView
 
extends
 
JButton
 
implements
 
Command
 
{

 

    
Mediator
 
med
;

 

    
BtnView
(
ActionListener
 
al
,
 
Mediator
 
m
)
 
{

        
super
(
"View"
);

        
addActionListener
(
al
);

        
med
 
=
 
m
;

        
med
.
registerView
(
this
);

    
}

 

    
public
 
void
 
execute
()
 
{

        
med
.
view
();

    
}

 

}

 

//ConcreteColleague

class
 
BtnSearch
 
extends
 
JButton
 
implements
 
Command
 
{

 

    
Mediator
 
med
;

 

    
BtnSearch
(
ActionListener
 
al
,
 
Mediator
 
m
)
 
{

        
super
(
"Search"
);

        
addActionListener
(
al
);

        
med
 
=
 
m
;

        
med
.
registerSearch
(
this
);

    
}

 

    
public
 
void
 
execute
()
 
{

        
med
.
search
();

    
}

 

}

 

//ConcreteColleague

class
 
BtnBook
 
extends
 
JButton
 
implements
 
Command
 
{

 

    
Mediator
 
med
;

 

    
BtnBook
(
ActionListener
 
al
,
 
Mediator
 
m
)
 
{

        
super
(
"Book"
);

        
addActionListener
(
al
);

        
med
 
=
 
m
;

        
med
.
registerBook
(
this
);

    
}

 

    
public
 
void
 
execute
()
 
{

        
med
.
book
();

    
}

 

}

 

class
 
LblDisplay
 
extends
 
JLabel
 
{

 

    
Mediator
 
med
;

 

    
LblDisplay
(
Mediator
 
m
)
 
{

        
super
(
"Just start..."
);

        
med
 
=
 
m
;

        
med
.
registerDisplay
(
this
);

        
setFont
(
new
 
Font
(
"Arial"
,
 
Font
.
BOLD
,
 
24
));

    
}

 

}

 

class
 
MediatorDemo
 
extends
 
JFrame
 
implements
 
ActionListener
 
{

 

    
Mediator
 
med
 
=
 
new
 
ParticipantMediator
();

 

    
MediatorDemo
()
 
{

        
JPanel
 
p
 
=
 
new
 
JPanel
();

        
p
.
add
(
new
 
BtnView
(
this
,
 
med
));

        
p
.
add
(
new
 
BtnBook
(
this
,
 
med
));

        
p
.
add
(
new
 
BtnSearch
(
this
,
 
med
));

        
getContentPane
().
add
(
new
 
LblDisplay
(
med
),
 
"North"
);

        
getContentPane
().
add
(
p
,
 
"South"
);

        
setSize
(
400
,
 
200
);

        
setVisible
(
true
);

    
}

 

    
public
 
void
 
actionPerformed
(
ActionEvent
 
ae
)
 
{

        
Command
 
comd
 
=
 
(
Command
)
 
ae
.
getSource
();

        
comd
.
execute
();

    
}

 

    
public
 
static
 
void
 
main
(
String
[]
 
args
)
 
{

        
new
 
MediatorDemo
();

    
}

}

```

## További idegen nyelvű irodalom
- Mediator Design Pattern
- Mediator C++11 implementation example
- Is the use of the mediator pattern recommend? - Stack Overflow